# Sigurd Rise
Sigurd Haraldsson Rise (nórdico antiguo: Sigurður hrísi) (912-937) príncipe de Noruega en el siglo X, hijo de Harald I y Snøfrid Svåsedotter. Llegó a ser rey (nórdico antiguo: konungr) de Hadafylki.
En las sagas se citan a dos hijos:
- Vébjörn Sigurðsson (o Vebjørn de Huseby), que casó con Torny Gudbrandsdatter (una hija de Gudbrand Kula, posiblemente ilegítima), y fruto de esa relación nació Hallvard Vebjørnsson.
- Una hija de la que se desconoce su nombre.